# Meroglossa eucalypti
Meroglossa eucalypti är en biart som beskrevs av Cockerell 1910. Meroglossa eucalypti ingår i släktet Meroglossa och familjen korttungebin. Inga underarter finns listade i Catalogue of Life.

## Bildgalleri

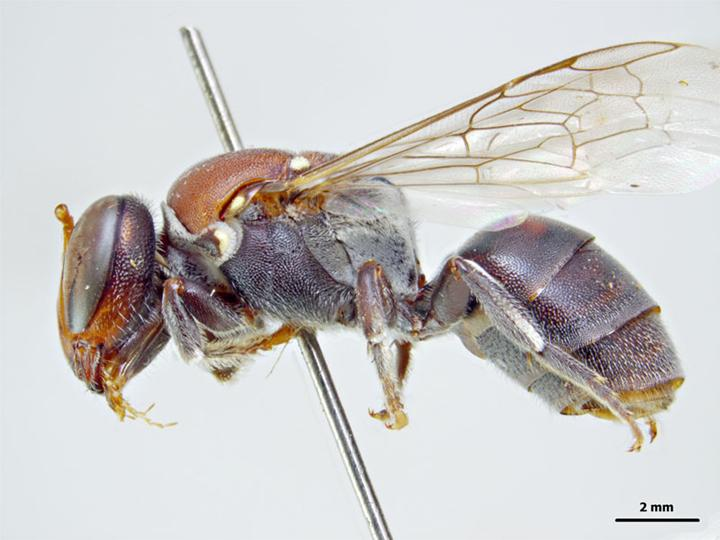
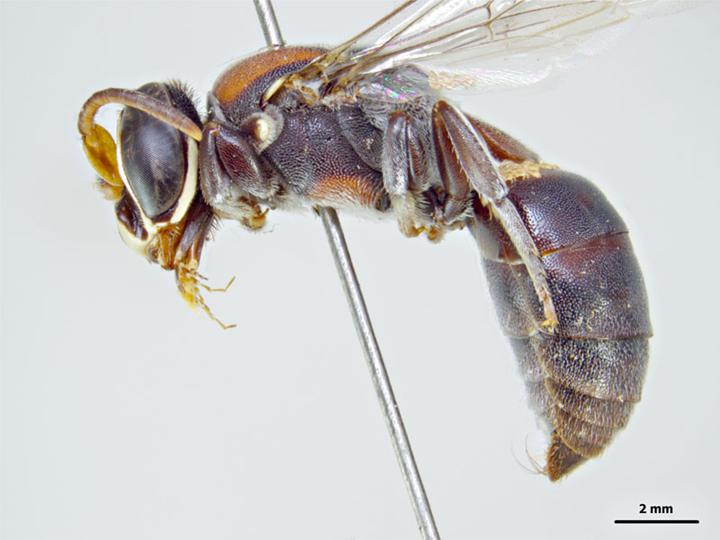